# Landkreis Leer
Landkreis Leer är ett distrikt (Landkreis) i det tyska förbundslandet Niedersachsen. Distriktet ligger i Niedersachsens nordvästra hörn och bildar den södra delen av det historiska landskapet Ostfriesland. Distriktet gränsar i norr mot staden Emden och Landkreis Aurich och i öster mot Landkreis Ammerland och Landkreis Cloppenburg. Söder om distriktet ligger Landkreis Emsland och i väster gränsar Leer mot Nederländerna. De ostfrisisiska öarna Borkum och Lütje Hörn hör till distriktet. 

## Städer och kommuner
I förvaltningsrättslig mening finns i modern tid ingen skillnad mellan begreppet Stadt (stad) gentemot Gemeinde (kommun). 

### Einheitsgemeinden
| - Borkum (stad) - Bunde - Jemgum | - Leer Ostfriesland (stad) - Moormerland - Ostrhauderfehn | - Rhauderfehn - Uplengen | - Weener (stad) - Westoverledingen |

### Samtgemeinde
| - Samtgemeinde Hesel | - Samtgemeinde Jümme |  |  |

### Kommunfria områden
| - Insel Lütje Hörn |